# Пожога (Хунедоара)
Пожога (рум. Pojoga) насеље је у Румунији у округу Хунедоара у општини Зам. Oпштина се налази на надморској висини од 171 m.

## Прошлост
Године 1733. место се налазило као православна парохија у Липовском дистрикту, и имало је православну цркву.
Аустријски царски ревизор Ерлер је 1774. године констатовао да место припада Каполнашком округу, Липовског дистрикта. Становништво је било претежно влашко.
Када је 1797. године пописан православни клир у Пожоги је само један свештеник. Парох, поп Јосиф Поповић (рукоп. 1789) служио се само влашким говором.

## Становништво
Према подацима из 2002. године у насељу је живело 319 становника.

### Попис2002.
| Расподела становништва по националности 2002.‍ | Расподела становништва по националности 2002.‍ | Расподела становништва по националности 2002.‍ | Расподела становништва по националности 2002.‍ | Расподела становништва по националности 2002.‍ |
| --------------------------------------------- | --------------------------------------------- | --------------------------------------------- | --------------------------------------------- | --------------------------------------------- |
|                                               |                                               |                                               |                                               |                                               |
| Румуни                                        | Румуни                                        |                                               | 278                                           | 88,0%                                         |
| Украјинци                                     | Украјинци                                     |                                               | 38                                            | 12,0%                                         |